# Cripta di San Michele
La grotta o cripta di San Michele è un sistema di cavità naturali ubicate in contrada Sant'Angelo, all'interno di un fondo privato sito a ridosso della S.P. 26 Ceglie-Francavilla Fontana, a circa 3 km dall'abitato di Ceglie Messapica.

## Grotta carsica
L'ingresso della grotta è posto all'interno di una depressione recintata da muretti a secco. Per accedere alla depressione si percorre una scalinata intagliata nella roccia dai monaci basiliani.
 La scalinata immette subito in un primo ambiente all'interno del quale a destra della stessa è stata realizzata una vasca forma circolare (dimensioni: diametro metri 3 altezza metri 1) per la raccolta delle acque di stillicidio, che alcuni ipotizzano abbia assunto anche funzione di fonte battesimale. Nello stesso ambiente a sinistra sono presenti le prime concrezioni carsiche. La scalinata di 40 gradini, risistemata negli anni sessanta, prosegue fino a raggiungere l'ambiente carsico posto a 10 m di profondità.
L'ambiente carsico, di forma irregolare, presenta varie formazioni carsiche tra cui speleotemi, pareti concrezionate, colonne e stalattiti.
Proprio all'interno di tale ambiente sono presenti un altare in pietra addossato alla parete e tre affreschi.
L'ambiente carsico prosegue ancora in direzione sud-est con ambienti sempre concrezionati ma di dimensioni più modeste fino ad una profondità di circa 50 m. Per consentire l'accesso a questa area è stata realizzata una seconda scalinata.

## Caratteristiche e iconografia della cripta

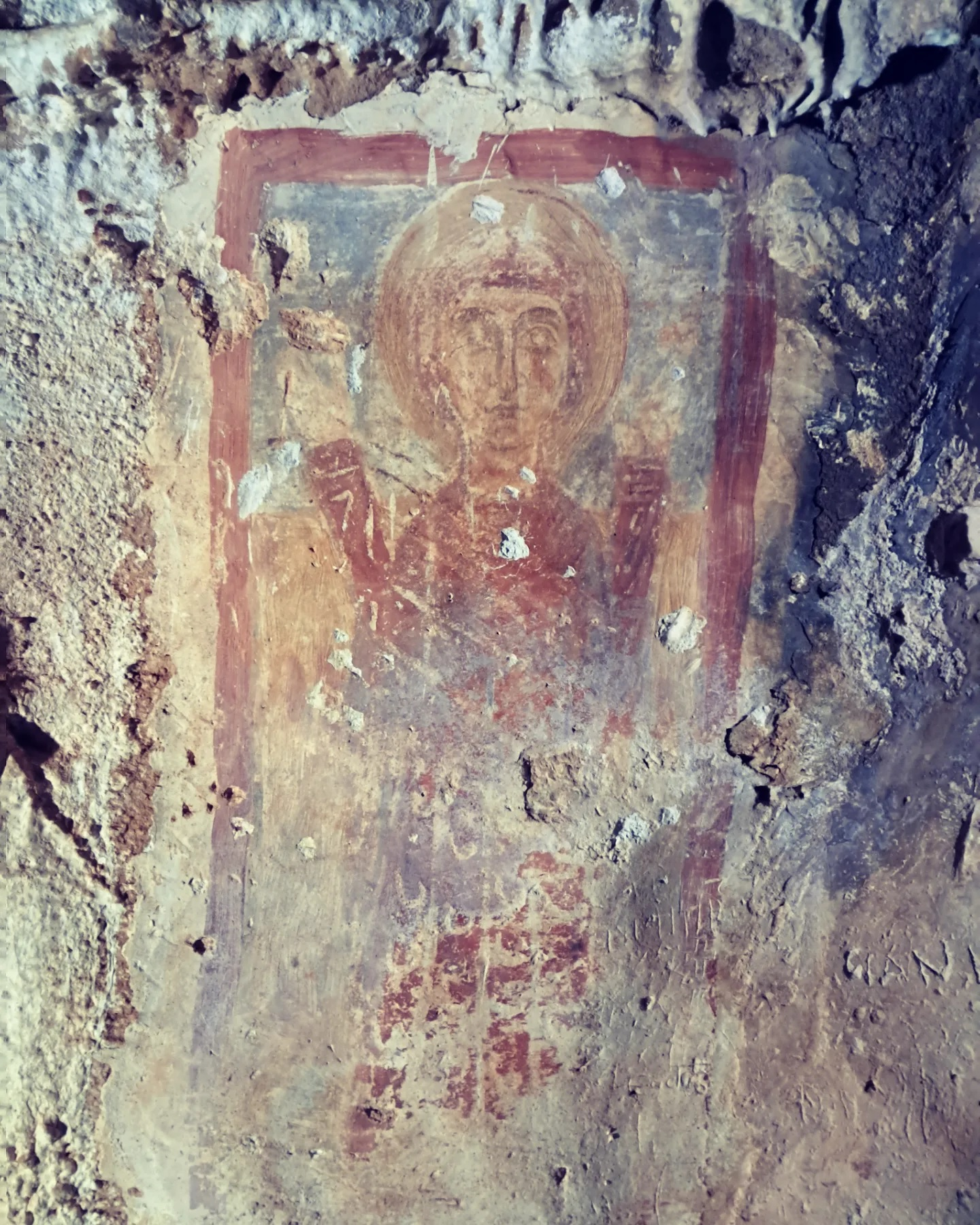
Affresco della Madonna Orante

La cripta è allestita nella parte terminale dell'ambiente carsico principale. Infatti addossato alla parete è presente un altare in pietra dalla forma di parallelepipedo sopraelevato rispetto al piano di calpestio attraverso due scalini.

Sulla parete parzialmente intonacata posteriore all'altare sono presenti gli affreschi, solo tre degli affreschi sono ancora visibili (da sinistra verso destra):
- Madonna orante, (dimensioni 113x53 cm) la Madonna in atto di preghiera è raffigurata frontalmente con le braccia alzate. Datato VIII secolo è  considerato il primo affresco di questo genere del Salento[5].
- Cristo pantocratore, (dimensioni cm 116x50) il Cristo benedicente è raffigurato a mezzo busto. È l'affresco meglio conservato.
- san Michele arcangelo, (dimensioni cm 116x50) l'affresco dipinto sullo stesso strato d'intonaco dell'affresco del Cristo raffigura l'arcangelo secondo l'iconografia convenzionale (figura alata, mantello, lancia impugnata dal braccio sinistro alzato).

Gli ultimi due affreschi dipinti in un periodo successivo a quello della Madonna Orante sono riconducibili alla prima metà del Basso Medioevo.

Nella cripta sono presenti anche varie iscrizioni che attestano la frequentazione della grotta in epoca medioevale.
Alcuni studiosi locali in passato tra la fine dell'ottocento e gli inizi del novecento hanno ipotizzato la presenza di un luogo di culto superficiale nei pressi della grotta, forse annesso al monastero basiliano andato in rovina descritto in una relazione a una visita pastorale del 1783.